# جونيوس بي رودريغيز
جونيوس بي رودريغيز (بالإنجليزية: Junius P. Rodriguez)‏ هو مؤرخ أمريكي، ولد في 26 يونيو 1957.

## وصلات خارجية
- الموقع الرسمي